# Schalom Ben-Chorin
Schalom Ben-Chorin (hébreu : שלום בן חורין « Paix fils de la liberté »), né Fritz Rosenthal, est un journaliste austro-israélien du XXe siècle, né le 20 juillet 1913 à Munich et mort le 7 mai 1999 à Jérusalem.
Spécialiste des religions, Ben-Chorin est connu pour son militantisme en faveur du dialogue judéo-chrétien, de la nécessité d’une réconciliation entre Israéliens et Allemands et de la possibilité d’une théologie après Auschwitz et la Shoah.

## Biographie
Schalom Ben-Chorin était issu d’une famille de commerçants  Juifs  assimilés. Après le baccalauréat au Gymnase Luitpold de Munich il a étudié entre 1931 et 1934 les lettres allemandes et les religions comparées à l’université Louis-et-Maximilien de Munich. Avec l'arrivée du régime  nazi en 1933, il fut à plusieurs reprises arrêté par la Gestapo. En 1935 il émigra vers la  Palestine où il fut journaliste de 1935 à 1970.  Il fonda en 1958 la première Communauté Juive libérale  en Israël, à Jerusalem ;  et fut en 1961 cofondateur du groupe de travail Judéo-Chrétien  auprès du Conseil de l’Église Protestante d’Allemagne. De 1970 à 1987 il fut Dozent et professeur invité à Jérusalem, Tübingen et Munich. Lorsqu’en 1975 se forma l’Union des écrivains de langue allemande d'Israël (de), il fit partie des quinze membres fondateurs.
Certains de ses livres ont été traduits en français, en particulier « Mon frère  Jésus » et «  Paul, un regard juif sur l'apôtre des Gentils », ouvrages dans lesquels Ben-Chorin exprime de manière bienveillante et pacifique son regard d'homme Juif sur ces grandes figures du christianisme particulièrement controversées dans le Judaïsme.
Un troisième livre consacré à « Marie, la mère de Jésus » vient compléter cette exploration des racines juives du christianisme.
Ses travaux théologiques et littéraires lui valurent de nombreuses distinctions, dont la médaille Buber-Rosenzweig (1982), ainsi que le titre de docteur honoris causa des universités de Munich (1988) et de Bonn (1993).

## Œuvres
- Jenseits von Orthodoxie und Liberalismus: Versuch ueber die juedische Glaubenslage der Gegenwart., Tel Aviv, 1939
- Die Antwort des Jona: Zum Gestaltwandel Israels., Hamburg, 1956
- Im jüdisch-christlichen Gespräch., Berlin, 1962
- Zwiesprache mit Martin Buber., München, 1966
- Bruder Jesus: Der Nazarener in jüdischer Sicht., München, 1967
  - Traduction française : « Mon frère Jésus, perspectives juives sur le Nazaréen », 1983, le Seuil éd.
- Paulus: Der Völkerapostel in jüdischer Sicht., München, 1970  
  - Traduction française : « Paul, un regard juif sur l'apôtre des Gentils », 1999, DDB éd.
- Mutter Mirjam: Maria in jüdischer Sicht., München, 1971 
  - Traduction française : « Marie : un regard juif sur la mère de Jésus », préf. de Michel Leplay, 2001, DDB éd.
- Der dreidimensionale Mensch: Der Mensch der Bibel und der Moderne., Trier, 1971
- Ich lebe in Jerusalem. Bekenntnis zur Geschichte, München, 1972
- Jugend an der Isar. München 1974
- Jüdischer Glaube. Tübingen 1975
- Betendes Judentum: Die Liturgie der Synagoge; Münchener Vorlesung., Tübingen, Mohr, 1980  
  - Traduction française « Le judaïsme en prière », 1984, Le Cerf éd.
- Weil wir Brüder sind, Bleicher, Gerlingen, 1988
- Die Erwählung Israels: ein theologisch-politischer Traktat., München Zürich, Piper, 1993

## Sources
- (de) Cet article est partiellement ou en totalité issu de l’article de Wikipédia en allemand intitulé « Schalom Ben-Chorin » (voir la liste des auteurs).